# Parque nacional Isla Nordeste
Isla Nordeste es un parque nacional en Queensland (Australia), ubicado a 700 km al noroeste de Brisbane.

## Datos
- Área: 3,08 km²
- Coordenadas: 21°39′57″S 150°20′11″E / -21.66583, 150.33639
- Fecha de Creación: 1936
- Administración: Servicio para la Vida Salvaje de Queensland
- Categoría IUCN: II

Véase también:
- Zonas protegidas de Queensland

- Datos: Q3383491